# Cymbidium gaoligongense
Cymbidium gaoligongense là một loài thực vật có hoa trong họ Lan. Loài này được Z.J.Liu & J.Yong Zhang mô tả khoa học đầu tiên năm 2003.